# Тамир, Юли
Ю́ли (Яэ́ль) Тами́р (ивр. יולי תמיר‎; родилась 26 февраля 1954, Тель-Авив) — израильский политический и государственный деятель, профессор философии и президент колледжа «Шенкар». Занимала посты министра образования и министра абсорбции.

## Биография
Родилась в Тель-Авиве в 1954 году. Окончила школу Альянс в Рамат-Авиве. Служила в армии в Службе военной разведки Израиля, подразделение 848, а во время войны Судного дня служила офицером на форпосте на Синайском полуострове. Уволилась в запас по окончании военной службы в чине лейтенанта.
Тамир получила степень бакалавра в области биологии и степень магистра в области политологии в Еврейском университете в Иерусалиме. Она получила докторскую степень в области политической философии в Оксфорде. С 1989 года по 1999 год Юли Тамир преподавала философию в Университете Тель-Авива, а также работала научным сотрудником Института «Шалом Хартман» в Иерусалиме, Принстонском и Гарвардском университетах.

### Политическая деятельность
Юли Тамир был одним из основателей движения «Шалом Ахшав» в 1978 году, а также с 1980 года по 1985 год она была активистом движения «Рац». С 1998 года по 1999 год Юли была председателем Израильской ассоциации за гражданские права.
С 1995 года она стала вести активную политическую деятельность в партии «Авода». Хотя Юли Тамир не удалось пройти в депутаты Кнессета на выборах в 1999 году, она была назначена министром абсорбции в правительстве Эхуда Барака.
Она была избрана в Кнессет в следующих выборах 2003 года и участвовала в работе многочисленных парламентских комитетов: финансовом, конституционном, законности и порядка, общественном и комитете культуры и спорта. Она также работала в парламентском комитете по расследованию коррупции в правительстве.
Она снова была избрана в Кнессет в выборах 2006 года, и до 2009 года занимала пост министра образования в правительстве Эхуда Ольмерта. Тамир также исполняла обязанности министра науки, культуры и спорта после выхода в отставку Офира Пинес-Паз в ноябре 2006 года и до марта 2007 года, когда на его место был назначен Ралеб Маджадле. Занимая девятое место в партийном списке, она сохранила своё депутатское место на выборах 2009 года.

### Окончание политической деятельности
11 апреля 2010 года Юли Тамир объявила об уходе с политической арены и подала заявление об отставке. Её место в Кнессете занял другой активист от партии Авода — Ралеб Маджадла.
После выхода из политики Юли Тамир собирается заняться академической работой. Колледж «Шенкар» объявил, что Юли согласилась занять должность президента колледжа.